# José Rodríguez Carballo
José Rodríguez Carballo (Lodoselo, 11 agosto 1953) è un arcivescovo cattolico spagnolo, dal 29 giugno 2024 arcivescovo metropolita di Mérida-Badajoz.

## Biografia

### Formazione e ministero sacerdotale
Carballo è entrato a diciassette anni nell'Ordine dei frati minori come novizio, professando i primi voti il 9 agosto 1971. Ha studiato Sacra Scrittura al Pontificio Istituto Biblico di Roma e Teologia biblica a Gerusalemme, dove il primo gennaio 1976 ha professato i voti solenni. Il 28 giugno 1977 è stato ordinato sacerdote a Gerusalemme.
È stato insegnante di Sacra Scrittura nel seminario di Vigo, poi di Teologia biblica nella Facoltà Teologica di Santiago de Compostela. Nel contempo è stato insegnante dei novizi nel convento di San Diego de Canedo (Pontevedra), in seguito guardiano del convento di Santiago de Compostela e ministro provinciale della provincia francescana di Santiago.
Dal 1989 al 1997 è stato presidente della Conferencia de Religiosos de Galicia, poi fino al 2003 è stato definitore generale dell'Ordine francescano.
Il 5 giugno 2003 è stato eletto ministro generale dell'Ordine dei frati minori, e il 4 giugno 2009 il capitolo generale riunito in Santa Maria degli Angeli ad Assisi lo ha riconfermato nell'incarico, come 119º successore di san Francesco.
Dal 7 agosto 2004 è membro della Congregazione per l'evangelizzazione dei popoli.

### Ministero episcopale

Stemma di monsignor Rodríguez Carballo come arcivescovo segretario della Congregazione per gli istituti di vita consacrata e le società di vita apostolica.

Il 6 aprile 2013 papa Francesco lo ha nominato segretario della Congregazione per gli istituti di vita consacrata e le società di vita apostolica, elevandolo al contempo al rango di arcivescovo e assegnandogli la sede titolare di Belcastro.
Ha ricevuto l'ordinazione episcopale il 18 maggio seguente nella cattedrale di San Giacomo, dal cardinale Tarcisio Bertone, Segretario di Stato della Santa Sede, co-consacranti il cardinale Carlos Amigo Vallejo, arcivescovo metropolita emerito di Siviglia e Julián Barrio Barrio, arcivescovo metropolita di Santiago de Compostela.
Nel dicembre 2014 è rimasto coinvolto nello scandalo finanziario che ha scosso l'Ordine dei frati minori, di cui era ministro generale: secondo le accuse, gli investimenti fatti dall'Ordine "avrebbero prosciugato le casse dell'ordine mettendo in difficoltà l'organizzazione religiosa". Il caso è scoppiato nel settembre 2014 quando la Procura svizzera ha deciso di porre sotto sequestro decine di milioni di euro, investiti dai francescani in società finite sotto inchiesta per traffici illeciti di armi e droga.
Il 14 settembre 2023 papa Francesco lo ha nominato arcivescovo coadiutore di Mérida-Badajoz, disponendo tuttavia che egli continuasse a svolgere le sue funzioni presso il dicastero fino al 31 ottobre 2023. Il 25 novembre seguente ha preso possesso dell'incarico. Il 29 giugno 2024 è succeduto all'arcivescovo Celso Morga Iruzubieta nel governo pastorale della medesima sede.

## Genealogia episcopale
La genealogia episcopale è:
- Cardinale Scipione Rebiba
- Cardinale Giulio Antonio Santori
- Cardinale Girolamo Bernerio, O.P.
- Arcivescovo Galeazzo Sanvitale
- Cardinale Ludovico Ludovisi
- Cardinale Luigi Caetani
- Cardinale Ulderico Carpegna
- Cardinale Paluzzo Paluzzi Altieri degli Albertoni
- Papa Benedetto XIII
- Papa Benedetto XIV
- Cardinale Enrico Enriquez
- Arcivescovo Manuel Quintano Bonifaz
- Cardinale Buenaventura Córdoba Espinosa de la Cerda
- Cardinale Giuseppe Maria Doria Pamphilj
- Papa Pio VIII
- Papa Pio IX
- Cardinale Gustav Adolf von Hohenlohe-Schillingsfürst
- Arcivescovo Salvatore Magnasco
- Cardinale Gaetano Alimonda
- Cardinale Agostino Richelmy
- Vescovo Giuseppe Castelli
- Vescovo Gaudenzio Binaschi
- Arcivescovo Albino Mensa
- Cardinale Tarcisio Bertone, S.D.B.
- Arcivescovo José Rodríguez Carballo, O.F.M.